# Gnophos subtaurica
Gnophos subtaurica là một loài bướm đêm trong họ Geometridae.